# یواخیم ایچانه
یواخیم ایچانه (انگلیسی: Joachim Ichane؛ زادهٔ ۲۷ ژوئن ۱۹۸۶) بازیکن فوتبال اهل فرانسه است.
از باشگاه‌هایی که در آن بازی کرده‌است می‌توان به باشگاه فوتبال استاد رنس اشاره کرد.